# ゾラン・ウルモヴ
ゾラン・ウルモヴ（セルビア語: Зоран Урумов, ラテン文字転写: Zoran Urumov、1977年8月30日 - ）は、セルビア（旧ユーゴスラビア）の元サッカー選手。ポジションはミッドフィールダー、ディフェンダー。
Kリーグ時代の登録名はウルモヴ（ハングル: 우르모브）。

## タイトル

### 水原三星ブルーウィングス
- Kリーグ：2004

### 個人タイトル
- Kリーグアシスト王：2001
- Kリーグベストイレブン：2001